# Tesia
Tesia is een geslacht van vogels uit de familie van de Cettiidae. De wetenschappelijke naam van het geslacht is voor het eerst geldig gepubliceerd in 1837 door Hodgson.

## Soorten
De volgende soorten zijn bij het geslacht ingedeeld:
- Tesia cyaniventer – Grijsbuiktesia
- Tesia everetti – Roodkaptesia
- Tesia olivea – Goudkruintesia
- Tesia superciliaris – Javaanse tesia